# Nikola Đurišić
Nikola Đurišić (in serbo Никола Ђуришић?; Gand, 23 febbraio 2004) è un cestista serbo.

## Biografia
È il figlio della pallavolista Vesna Čitaković e del calciatore Duško Đurišić..

## Carriera

### Nazionale
Con la nazionale under-19 serba ha partecipato ai Mondiali di categoria del 2021, conclusi al quarto posto finale.

## Palmarès

### Competizioni giovanili
- Juniorska ABA Liga: 2

Mega Basket: 2020-21, 2022-23

### Individuale
- Quintetto ideale della Juniorska ABA Liga: 2

Mega Basket: 2020-21, 2022-23
- Juniorska ABA Liga MVP: 1

Mega Basket: 2022-23
- Miglior prospetto della Lega Adriatica: 1

Mega Basket: 2022-23